# Melalgus femoralis
Melalgus femoralis är en skalbaggsart som först beskrevs av Fabricius 1792.  Melalgus femoralis ingår i släktet Melalgus och familjen kapuschongbaggar. Inga underarter finns listade i Catalogue of Life.